# Sankt Thomas kyrka
Ej att förväxla med nutida Sankt Thomas kyrka i Lund
Sankt Thomas kyrka var en medeltida kyrka från 1100-talet i Lund. 
Kyrkan låg någonstans på eller omkring nuvarande Lilla Tomegatan, nära dess nuvarande mynning i Stora Tomegatan. År 1943 hittades några gravar, som hörde till dess kyrkogård. Fragment av gravstenar visar att kyrkogården användes åtminstone fram till 1668, då också Lilla Tomegatan hade anlagts. 
Kyrkan nämns i en skriftlig källa för första gången 1285. Kyrkan var sannolikt helgad åt Thomas Becket, som var ärkebiskop i Canterbury i England. Han höggs ihjäl den 29 december 1170 i Katedralen i Canterbury invid kyrkans högaltare av fyra kungliga riddare, kung Henrik II:s edsvurna män Reginald Fitzurse, William de Tracy, Hugh de Morville och Richard le Breton. Han mördades, då han vägrade underkasta sig kungamakten, eftersom han ansåg att inget stod över kyrkan.